# Ludwigia brenanii
Ludwigia brenanii är en dunörtsväxtart som beskrevs av Kanesuke Hara. Ludwigia brenanii ingår i släktet ludwigior, och familjen dunörtsväxter. Inga underarter finns listade i Catalogue of Life.